# Distretto di Muqur (Ghazni)
Il distretto di Muqur è un distretto dell'Afghanistan appartenente alla provincia di Ghazni. Viene stimata una popolazione di 25 126 abitanti (stima 2016-17).